# Efecte d'antena

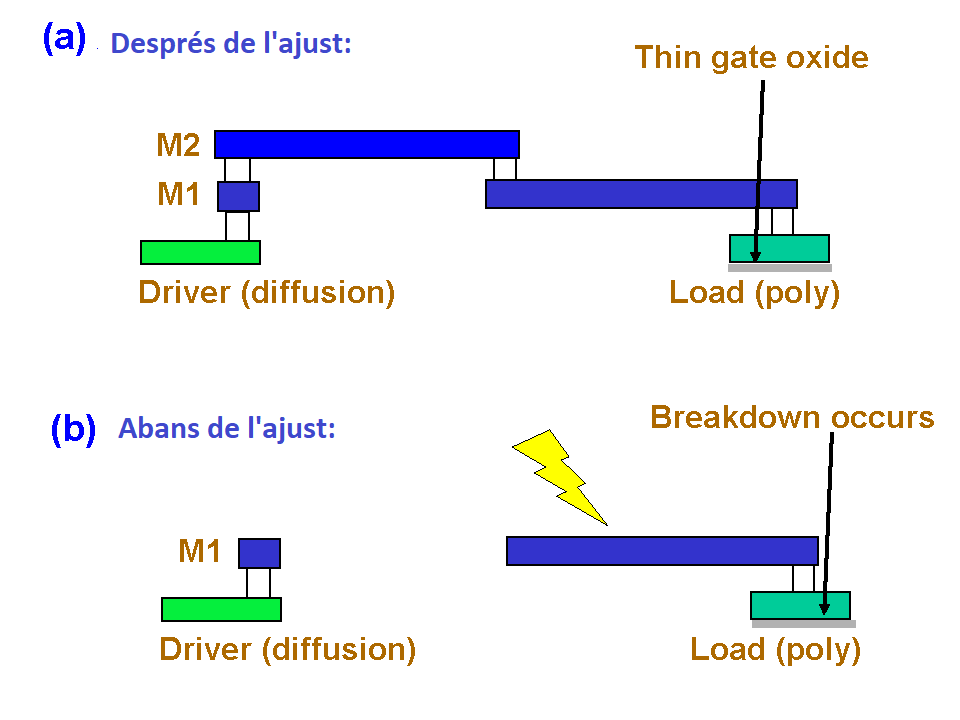
Figura 1: Il·lustració de la causa de l'efecte de l'antena. M1 i M2 són les dues primeres capes metàl·liques d'interconnexió.

Figura 2. Diagrama d'un MOSFET, que mostra l'implant font/drenatge i el dielèctric de la porta.

L'efecte d'antena, més formalment el dany de l'òxid de la porta induït per plasma, és un efecte que pot causar problemes de rendiment i fiabilitat durant la fabricació de circuits integrats MOS. Les fàbriques (fabs) solen subministrar regles d'antena, que són normes que s'han de complir per evitar aquest problema. Una violació d'aquestes regles s'anomena infracció de l'antena. La paraula antena és una paraula equivocada en aquest context: el problema és realment la recollida de càrrega, no el significat normal d'antena, que és un dispositiu per convertir camps electromagnètics a/des de corrents elèctrics. Ocasionalment s'utilitza la frase efecte antena en aquest context, però això és menys comú ja que hi ha molts efectes, i la frase no deixa clar què es vol dir.
La figura 1 (a) mostra una vista lateral d'una xarxa típica en un circuit integrat. Cada xarxa inclourà almenys un controlador, que ha de contenir una font o difusió de drenatge (en les noves tecnologies s'utilitza la implantació), i almenys un receptor, que consistirà en un elèctrode de porta sobre un dielèctric de porta prima (vegeu la figura 2 per a un vista detallada d'un transistor MOS). Com que el dielèctric de la porta és tan prim, només unes poques molècules de gruix, una gran preocupació és la ruptura d'aquesta capa. Això pot passar si la xarxa adquireix d'alguna manera una tensió una mica superior a la tensió de funcionament normal del xip. (Històricament, el dielèctric de la porta ha estat diòxid de silici, de manera que la major part de la literatura es refereix al dany de l'òxid de la porta o la ruptura de l'òxid de la porta. A partir de 2007, alguns fabricants estan substituint aquest òxid per diversos materials dielèctrics d'alt κ que poden ser o no òxids, però l'efecte segueix sent el mateix).
Les regles de l'antena normalment s'expressen com una proporció permesa entre l'àrea metàl·lica i l'àrea de la porta. Hi ha una relació d'aquest tipus per a cada capa d'interconnexió. L'àrea que es compta pot ser més d'un polígon: és l'àrea total de tot el metall connectat a les portes sense estar connectat a un implant de font/drenatge.
- Si el procés admet diferents òxids de porta, com ara un òxid gruixut per a tensions més altes i un òxid prim per a un alt rendiment, llavors cada òxid tindrà regles diferents.
- Hi ha regles acumulatives, on la suma (o la suma parcial) de les proporcions de totes les capes d'interconnexió estableix el límit.
- També hi ha regles que tenen en compte la perifèria de cada polígon.